# Juin 1994

## Événements
- Élections européennes de 1994.
- Traité de Corfou.
- Élection présidentielle colombienne de 1994.
- Opération Turquoise, massacres de Bisesero au Rwanda.

- 12 juin :
  - Référendum autrichien sur l'entrée dans l'Union européenne.
  - Formule 1 : Grand Prix automobile du Canada.

- 15 juin : Sortie du film d'animation Le Roi Lion, le film d'animation le plus rentable des années années 1990.
- 17 juin : Match d'ouverture Allemagne-Bolivie, victoire 1 à 0 pour les allemands, de la quinzième Coupe du monde de football, se déroulant, cette année là, sur des terrains étasuniens

- 18 juin : départ de la soixante-deuxième édition des 24 Heures du Mans.
- 19 juin (24 Heures du Mans) : Yannick Dalmas, Hurley Haywood et Mauro Baldi s'imposent sur une Porsche 962LM.
- 20 juin : Première diffusion de la série d'animation Docteur Globule au Royaume-Uni sur ITV.

## Naissances en juin 1994
- 2 juin : Jemma McKenzie-Brown, actrice anglaise.
- 4 juin : Tiago da Rocha Vieira, footballeur brésilien († 28 novembre 2016).
- 6 juin : David Michineau, basketteur français.
- 11 juin : Katelyn Jarrell, judokate américaine.
- 14 juin : Taeil chanteur sud-coréen membre du groupe NCT
- 15 juin :
  - Wafa Bellar, taekwondoïste tunisienne.
  - Khamica Bingham, athlète canadienne.
  - Lee Kiefer, escrimeuse américaine.
  - Brandon McBride, athlète canadien.
  - Stephanie Talbot, basketteuse australienne.
  - Ameen Zakkar, handballeur qatari.
- 18 juin : 
  - Claire Lavogez, footballeuse française.
  - Filippo Mondelli, rameur italien († 29 avril 2021).
  - Takeoff, rappeur américain († 1er novembre 2022).
- 22 juin :
  - Akash Bashir, chrétien pakistanais, « serviteur de Dieu » († 15 mars 2015).
  - Sébastien Haller, footballeur international franco-ivoirien.
- 28 juin : Maëva Coucke, Miss France 2018.

## Décès en juin 1994
- José Bolaños, réalisateur mexicain.
- Jay Miner, concepteur et ingénieur.

- 4 juin : Massimo Troisi, acteur.
- 6 juin : « Parrita » (Agustín Parra Vargas), matador espagnol (° 5 mai 1924).
- 10 juin : Noël Vantyghem, coureur cycliste belge (° 9 octobre 1947).
- 11 juin : Herbert Anderson, acteur américain (° 30 mars 1917).
- 12 juin : 
  - Le Rabbi de Loubavitch, Rabbi Menachem Mendel Schneerson (3 Tamouz 5754) (° 18 avril 1902 - 11 Nisan 5662).
  - Chris Latta, acteur, humoriste et doubleur américain.
- 14 juin : 
  - Henry Mancini, compositeur.
  - Mouloudji, chanteur.
  - Michel Vitold, comédien.
  - Lucien Vlaemynck, coureur cycliste belge (° 18 août 1914).
- 16 juin : Jacques Chabannes, producteur et réalisateur de télévision français (° 13 octobre 1900).